# Sidnie Manton
Sidnie Manton, född 4 maj 1902 i London, död 2 januari 1979, var en engelsk zoolog.
Manton utbildades tillsammans med systern vid Froebel Educational Institute. Sedan besökte hon Girton College vid Universitetet i Cambridge och studerade botanik, fysiologi och zoologi. Vid universitetet fick hon två mindre utmärkelser men som kvinna fick hon inte motta större priser. Manton flyttade därför till Imperial College London och studerade för Herbert Graham Cannon. Tillsammans publicerade de grundläggande verk om kräftdjur. Manton deltog i en expedition till Stora barriärrevet öster om Australien. Sedan blev hon den första kvinnan med titeln Doctor of Science vid Universitetet i Cambridge. Manton blev ledamot av Royal Society of London.
Hon var elva år utbildare vid King's College London. Under 1950-talet besökte hon Sovjetunionen och landets asiatiska delar. Efteråt agiterade Manton för ett intensivare vetenskapligt utbyte mellan länderna. Efter karriären avlade Manton tamkatter från Himalaya och skrev en bok om kattavel. Hon blev 1968 hedersdoktor vid Lunds universitet.
Hennes syster Irene Manton är en känd botaniker. Hon gifte sig 1937 med zoologen John Philip Harding. De har tillsammans en dotter och de adopterade en son.
Nedslagskratern Manton på planeten Venus är uppkallad efter henne och hennes syster.